# Четвёртый Кеннеди
Четвёртый Кеннеди, или Четвёртый «К» (англ. The Fourth K) — роман американского писателя Марио Пьюзо, изданный в 1990 году. Главный герой, Фрэнсис Ксавье Кеннеди, вымышленный президент и племянник Джона Кеннеди, Роберта Кеннеди и Эдварда Кеннеди. Марио Пьюзо считал этот роман своей коммерческой неудачей, но одним из самых амбициозных своих проектов.

## Сюжет
Президент Фрэнсис Ксавье Кеннеди избирается на должность президента, во многом, благодаря своему происхождению, обеспечившему ему привилегии и богатство. Он само воплощение молодости и оптимизма. Его повестка дня была разделена между визитом в конгресс, встречами с лоббистами и посещением клуба «Сократ», членами которого являются самые богатые и влиятельные граждане США.
Но после убийства римского папы, похищения и последующего убийства дочери президента в воскресенье Пасхи, ставшей жертвой в жестокой игре заговорщиков-террористов, а также обнаружения ядерного устройства в самом центре Манхэттена оппоненты Фрэнсиса Ксавье ставят под сомнение его способность действовать в соответствии 25-й поправке к Конституции США.
Всегда помнивший об убийстве своего дяди, президент принимает ответные меры, представляющие собой ряд насильственных актов. Напряжение присутствует по мере всего повествования. Читатель узнает о прошлом главного героя, когда он должен принять важное решение. Кризис преодолён, и Фрэнсис Ксавье готовится к переизбранию на второй срок. Разуверившись в своих идеалах, президент становится лидером, совершенно не похожим на себя прежнего. Он предлагает методы левой экономики при правом правительстве.